# Niederweningen

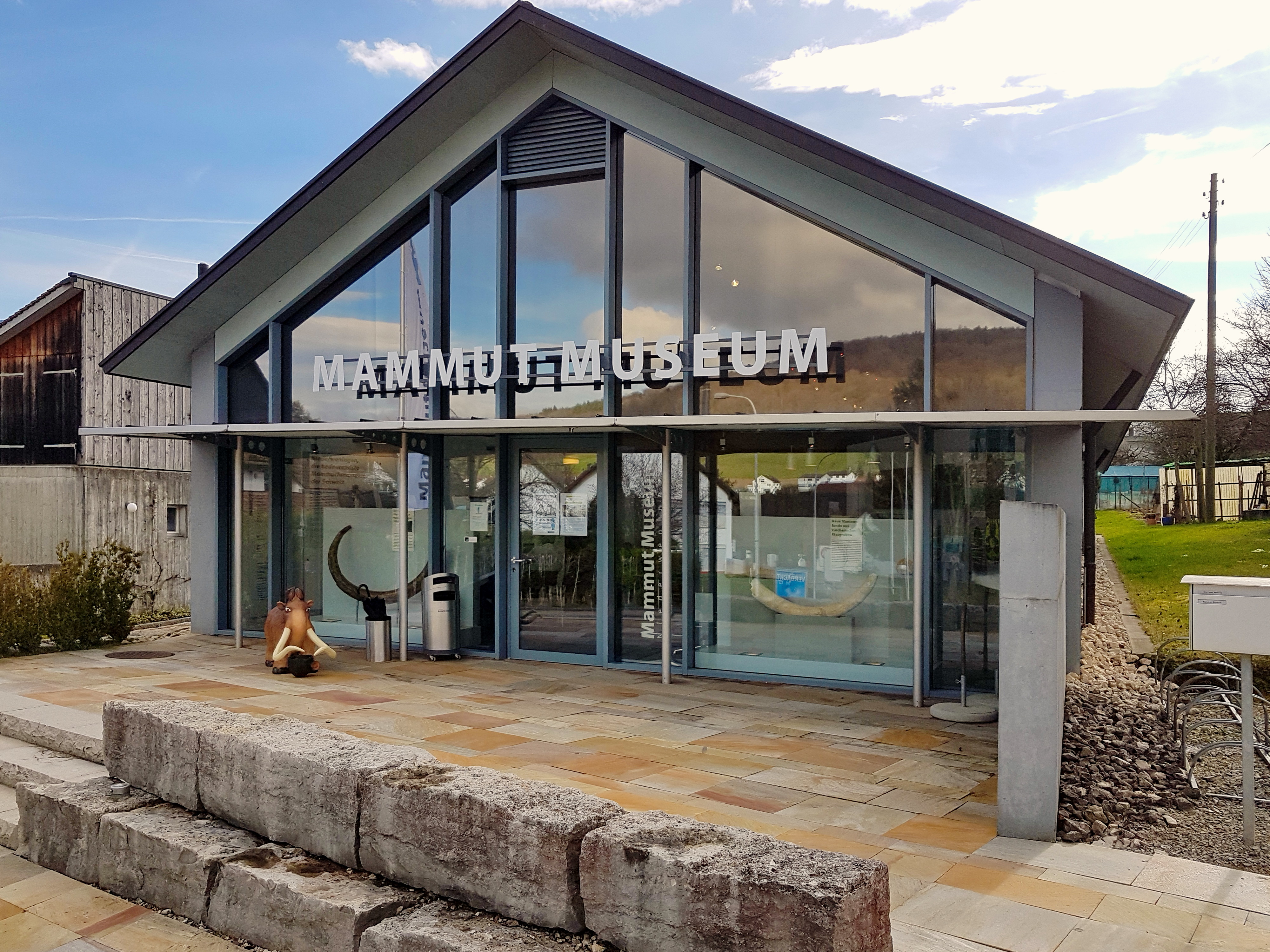
Budynek Muzeum Mamutów Mammutmuseum

Niederweningen – miejscowość i gmina (Politische Gemeinde) w północnej Szwajcarii, w kantonie Zurych, w okręgu (Bezirk) Dielsdorf. Siedziba Muzeum Mamutów Mammutmuseum.

## Historia
Gmina została po raz pierwszy wspomniana w dokumentach pomiędzy 1096 i 1111 rokiem jako Waningen. W 1269 roku została wspomniana jako Nidirunweningin. 

## Demografia
31 grudnia 2022 roku w Niederweningen mieszkały 3082 osoby. W 2021 roku 17,6% populacji gminy stanowiły osoby urodzone poza Szwajcarią.
W 2000 roku 90,8% populacji mówiło w języku niemieckim, 1,7% w języku włoskim, a 1,4% w języku serbsko-chorwackim.

Zmiany w liczbie ludności na przestrzeni lat przedstawia poniższy wykres:

## Osoby

### urodzone w Niederweningen
- Adolfa Meyera (1866–1950), psychiatra.

## Muzeum mamutów
W 2003 roku na terenie gminy odnaleziono jeden z pierwszych w pełni zachowanych szkieletów mamuta włochatego. W 2005 roku powstało muzeum Mammutmuseum, jedno z kilku muzeów poświęconych mamutom w Europie. Do 2015 roku placówkę odwiedziło ponad 40 tysięcy gości. W 2015 roku, na 10. rocznicę jej powstania, otwarto nową wystawę interaktywną poświęconą mamutom oraz zmianom geologicznym, które zaszły przez ostatnie 500 tys. lat w dolinie Wehntal.
Muzeum jest utrzymywane przez zespół 35 wolontariuszy.

## Transport
Przez teren gminy przebiega droga główna nr 17.